# LK I
LK I (Leichter Kampfwagen)  a fost un proiect de tanc german din Primul Război Mondial, din care s-a dezvoltat mai târziu tancul LK II.